# منتخب فانواتو لسباعيات الرغبي
منتخب فانواتو لسباعيات الرغبي (بالإنجليزية: Vanuatu national rugby sevens team)‏ هو ممثل فانواتو الرسمي في المنافسات الدولية في سباعيات الرغبي .